# Conwy Castle

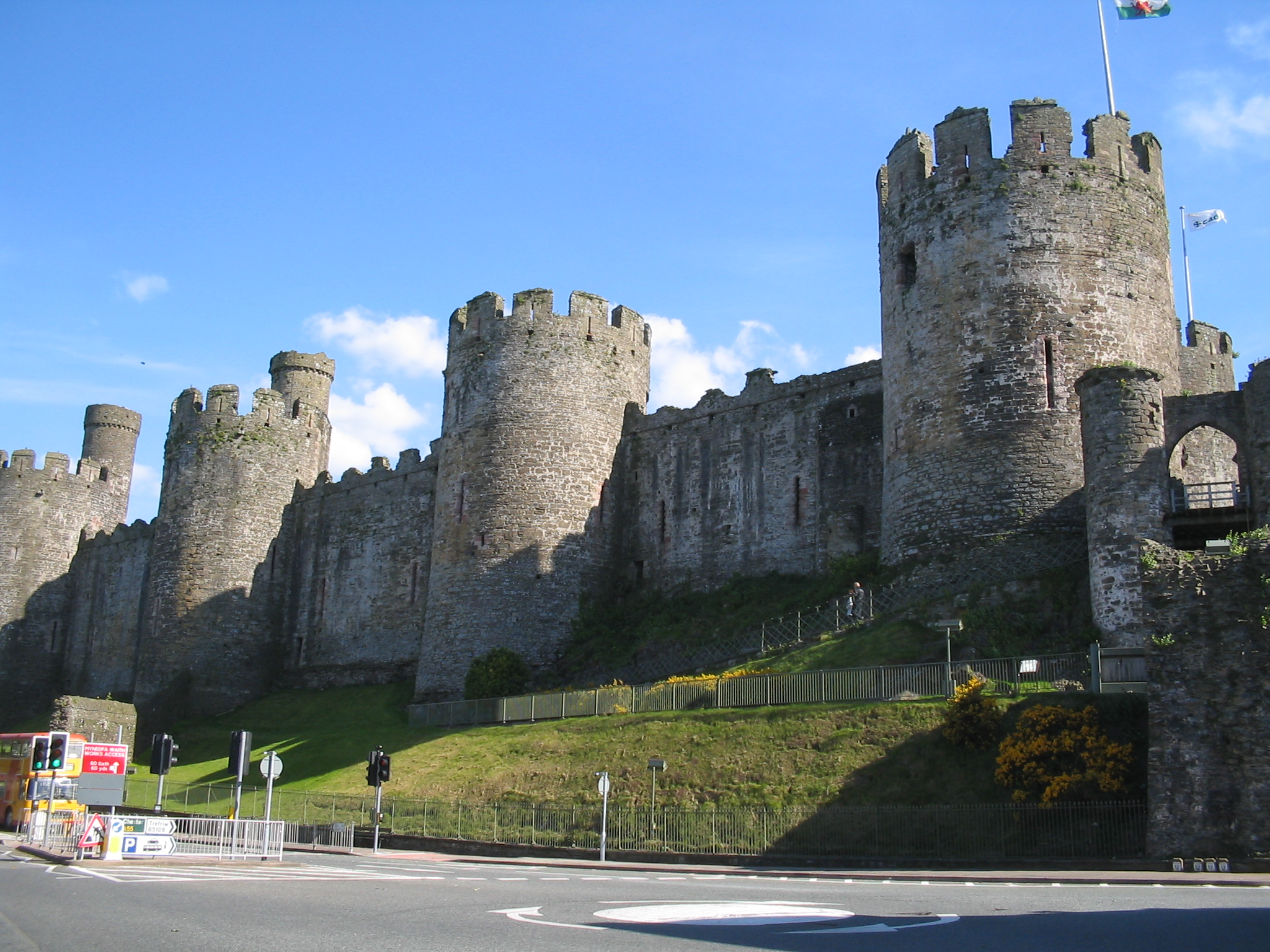
Utsidan av Conwy Castle, med södra sidans fyra torn.

Conwy Castle är en medeltida borg belägen i Conwy, vid kusten i norra Wales. 
Borgen uppfördes mellan 1283 och 1289 av kung Edvard I under hans andra kampanj i norra Wales mellan 1283 och 1289. Borgen konstruerades som en del av ett större projekt för att bygga den muromgärdade staden Conwy. Det kombinerade försvarskostnaderna var cirka £15 000, vilket var en enorm summa för perioden. Slottet spelade under de närmaste århundradena en viktig roll i flera krig. Det stod emot belägringen av Madog ap Llywelyn under vintern 1294–1295, fungerade som en tillfällig fristad för Richard II år 1399 och år 1401 hölls borgen i flera månader av styrkor lojala till Owain Glyndwr.
Efter engelska inbördeskrigets utbrott år 1642 hölls borgen av styrkor lojala till Karl I. De höll ut fram till år 1646 då borgen överlämnades till de  arméer trogna parlamentet. I efterdyningarna förstördes borgen delvis av rundhuvudena för att förhindra att det skulle kunna användas i ytterligare uppror. År 1665 blev borgen slutligen helt förstörd när det järn och bly som återstod i konstruktionen avlägsnades och såldes av. Conwy Castle blev ett attraktivt resmål för målare i slutet av 1700- och början av 1800-talen. Antalet besökare ökade och en inledande restaurering genomfördes under andra halvan av 1800-talet. Under 2000-talet förvaltas borgruinen av Cadw som en turistattraktion.

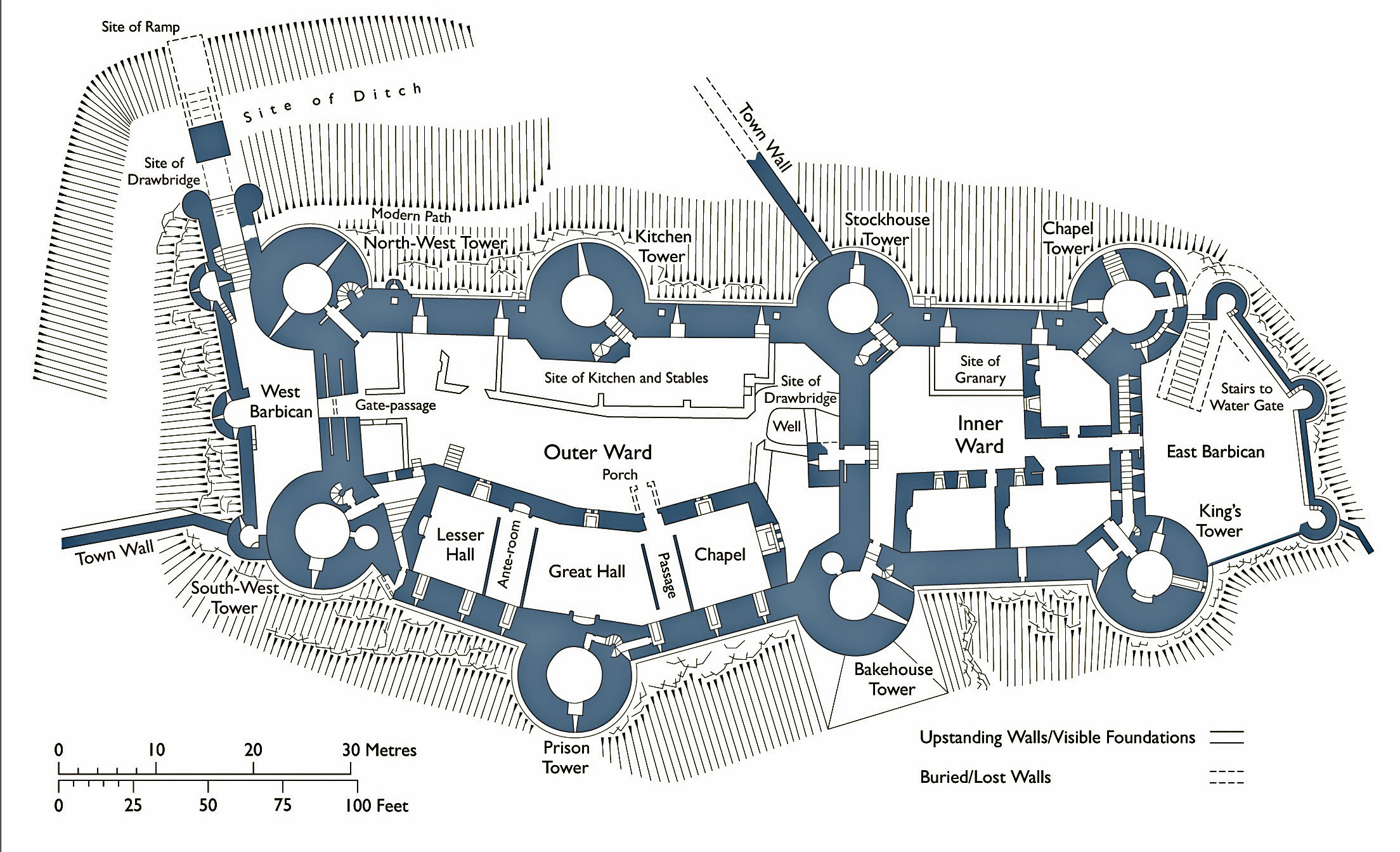
Ritning över borgen.

Som många andra borgar i regionen är den designad av James of St. George som var en av de största militärarkitekterna under den tidsperioden. Borgen är uppdelad i två gårdar, där innergården och yttergården omges av fyra torn vardera. 
Conwy kan vi en första anblick liknas vid en koncentrisk borg (alltså en borg med flera ringar av murar runt mitten), men är i praktiken linjär. Den är byggd på berggrunden för att minska risken för undermineringar samt drar fördel av terrängen i övrigt genom att ligga på en klippa vid utloppen av floden Conwy.
Conwy Castle blev 1987 en del av världsarvet Edvard I:s slott och stadsmurar i Harlech, Beaumaris, Caernarfon och Conwy (Gwynedd). Unesco räknar Conwy Castle som ett av de bästa exemplen på militärarkitektur från 1200-talets Europa och betonar borgens betydelse som referens för medeltidens historia.